# Batterie de Tung Chung

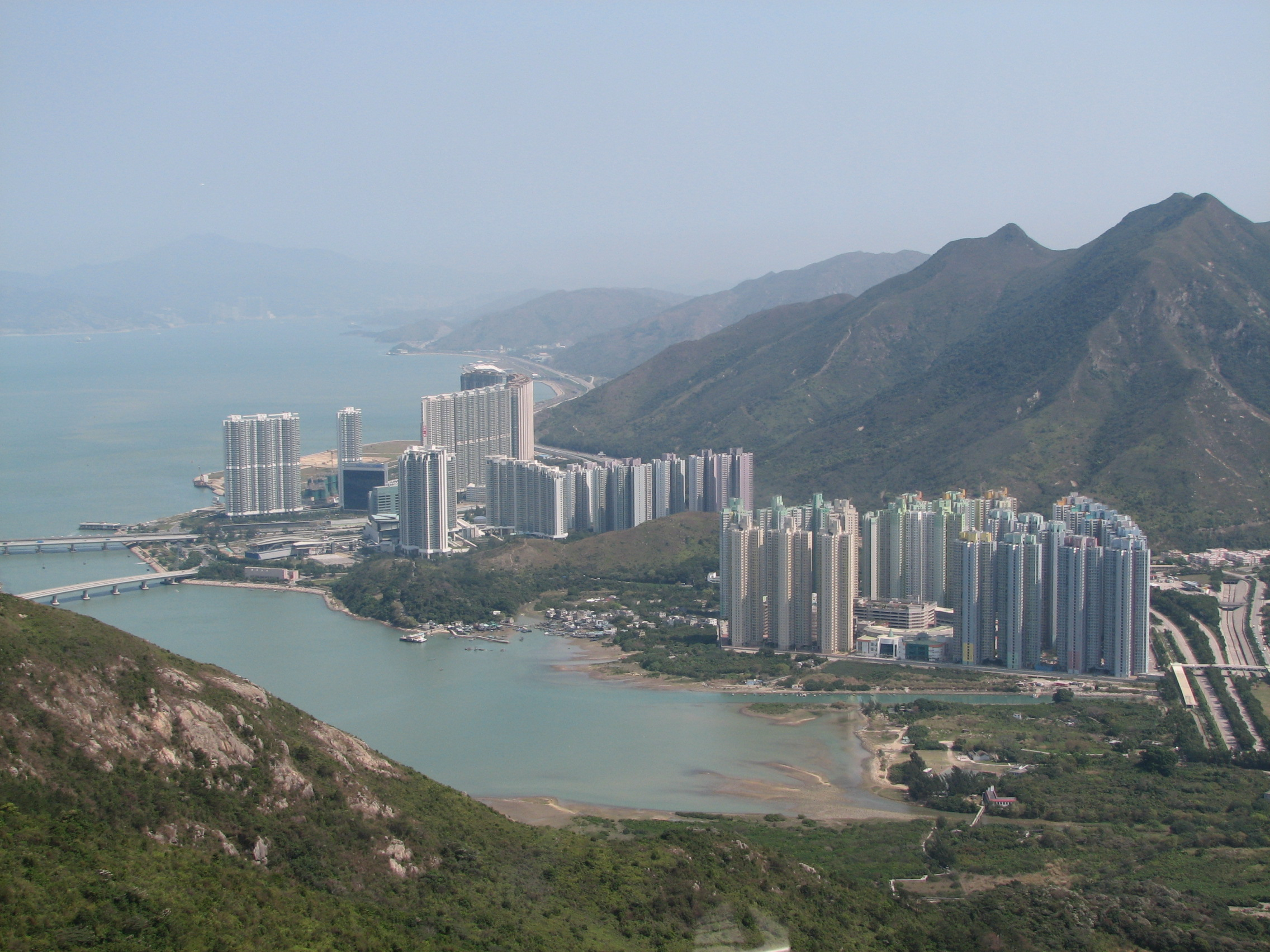
La batterie de Tung Chung (à gauche, au sommet de la petite colline verdoyante, au-dessus de l'embarcadère) et son environnement actuel.

La batterie de Tung Chung (東涌炮台) est un site historique de Hong Kong situé sur l'île de Lantau. Nommée d'après le district éponyme, elle date de 1817, soit 34 ans avant la prise de possession de l'île de Hong Kong par les Britanniques.
Abandonnée à une date incertaine, elle est redécouverte en 1980 et classée monument historique le 11 novembre 1983.

## Histoire
Construite en 1817, durant le règne de l'empereur Jiaqing, elle se situe à seulement un kilomètre au nord du fort de Tung Chung et a pour but de protéger la baie de Tung Chung (en) des pirates qui menacent les côtes et les mers du sud de la Chine. À l'époque, la dynastie Qing ne dispose pas d'une grande marine et compte donc sur le développement de forts comme moyen alternatif pour défendre ses côtes.
La fortification côtière se compose de deux emplacements de canons d'artillerie côtière qui gardent la baie, ainsi que de sept corps de garde. Le site de la batterie est situé sur une falaise qui domine l'océan et qui permet une excellente vision sur l'horizon et un point de vue dégagé dans le cas d'une potentielle attaque navale.
La construction de la batterie est présente dans la chronique historique des Annales du Guangdong, qui racontent comment deux forts sont construits à la base de la « colline rocheuse du Lion », la transcription littérale de Shek She (石師).

## Redécouverte
Après avoir été ensevelie sous une végétation épaisse pendant environ un siècle, la batterie est redécouverte en 1980. Tout ce qui reste est un mur en forme de L avec une plate-forme dans l'angle. Selon le bureau des antiquités et monuments, il s'agit très probablement d'un emplacement de canon. Après cette découverte, le gouvernement de Hong Kong entreprend des travaux de restauration du site historique. La batterie est classée monument historique le 11 novembre 1983. En novembre 1997, le site est inclus dans la tournée de célébration du bureau des antiquités et monuments des sites historiques du nord de Lantau dans le cadre de l'année du patrimoine. Les festivités se terminent par un opéra cantonais traditionnel au fort de Tung Chung. En raison de la construction des terre-pleins du Airport Core Programme, la batterie se trouve aujourd'hui en face de l'aéroport international de Hong Kong, au lieu de l'île de Chek Lap Kok et d'une baie de Tung Chung (en) ouverte comme autrefois.